# 新业路
新业路，位于中华人民共和国浙江省杭州市上城区和余杭区，东起之江路，西至秋涛路，向西接续采荷路。新业路西端设有一匝道通往秋石高架路，转弯半径极小。与富春路交叉口东设有博奥隧道主城端的出入口。
新业路曾经由于拆迁受阻，最后不得已修了一条C型便道来通行，八九百米绕个大弯，被媒体称为最牛“C字路”，后于2015年12月打通。新塘路-钱江路段曾因为地铁施工而进行多次交改，2022年4月12日，整治后的道路投入使用。

## 相交道路
- 之江路
- 剧院路
- 四季路
- 富春路
- 民心路
- 钱江路
- 新塘路
- 城园路
- 东业路
- 杭海路
- 秋涛路

↓西接采荷路

## 地铁
- 钱江路口：9新业路站